# Рап Нация
Рап Нация е българска рап и хип-хоп група.

## История
„Рап Нация“ е българска хип-хоп група, създадена през 1991 г. в град Бургас от тримата млади артисти Владо, Тафо и Геро. Всеки от тях започва музикалната си кариера със солови участия в дискотеки и клубове, като с времето изгражда собствен стил. Владо и Тафо се познават още от детските си години, а по-късно към тях се присъединява и Геро, с което се поставя началото на групата.
„Рап Нация“ се формира в контекста на надигащата се вълна от рап музика, която започва да навлиза в България след политическите промени в началото на 90-те години. Влиянието на този нов музикален стил, както и социалните трансформации в страната, оказват значително въздействие върху тяхната музика. Групата бързо се утвърждава като един от пионерите на хип-хоп културата в България.
bghiphop.start.bg</ref>

### 1992 (първи албум)
През 1992 г. „Рап Нация“ издава своя дебютен албум Оцеляват само силните, който бързо се превръща в едно от най-успешните издания на българската хип-хоп сцена. Продуценти на албума са Минчо Николов и UNISON, които създават характерен звук, допринесъл за широката популярност на групата. Аудиокасетата става търсена в музикалните магазини, а почти всяка песен от траклиста се радва на потенциал за хит.
Сред най-запомнящите се песни от албума е Пари — едно от най-въртяните парчета в бургаските клубове, което се утвърждава като емблематичен хит за групата. Албумът комбинира динамично звучене с ясно изразени социални послания, което допринася за утвърждаването на „Рап Нация“ като водещо име на българската хип-хоп сцена през 90-те години.
Групата е известна със своя авторски подход – не само изпълнява, но и създава текстовете, музиката и аранжиментите на своите композиции. Съчетанието между сериозни социални теми и хумористични елементи в текстовете прави музиката им привлекателна за широка аудитория.
Месец след излизането на албума, „Рап Нация“ организира първия хип-хоп концерт в България, проведен в Бургас. В събитието участват още три местни рап групи и то се превръща в значим момент за популяризирането на хип-хоп културата в страната.
В следващите месеци групата засилва присъствието си чрез участия в клубове, концерти на открито и заснемането на първия си видеоклип към песента Унисон. Видеото става култово и играе важна роля за разширяването на фен базата на групата. Със своята енергия, сценично поведение и ангажирани послания, „Рап Нация“ се утвърждава като един от водещите хип-хоп проекти в страната през 90-те години.

### 1994–1995
През 1994 г. „Рап Нация“ издава макси сингъла Here We Go, считан за първата рап плоча, записана в България. Проектът е реализиран от държавната звукозаписна компания „Балкантон“ и остава единственото рап издание в каталога на лейбъла.
Паралелно с излизането на плочата, Владо и Тафо участват в Републиканското първенство за диджеи, проведено в София, където печелят бронзови медали.
През 1995 г. „Рап Нация“ издава албума Оцеляха само силните '95, който се смята за ключов момент в развитието на българския хип-хоп. Това е първият албум на групата, в който е използван скреч, направен с DJ грамофон марка „Рига“ – техника, която оказва влияние върху редица диджеи в страната. Сред отличаващите се песни в албума са „Рапърска борба“, „Черно злато“ и „9 милиона критици“. Повечето композиции са изпълнени в стил hardcore rap, а като бонус е включена песента Here We Go. Текстовете в албума са основно на български език, с изключение на „Here We Go“, която е на английски.
По време на записите, един от основателите – Георги „Геро“ Стоянов – не взема участие. След успеха на албума и организирането на първия хип-хоп концерт на групата, той напуска формацията и основава кабелната телевизия RN (съкратено от „Рап Нация“) в Бургас, която по-късно променя името си на *Regional Network*.
Проектът на Геро остава тясно свързан с хип-хоп културата, като телевизията служи като платформа за регионални музикални и културни инициативи. Чрез нея се популяризират местни таланти и се създава пространство за развитието на алтернативна музикална сцена в Бургас и извън него.

### 1998–1999
През 1998 г. „Рап Нация“ издава ремикс на едно от своите най-популярни парчета – 9 милиона критици, с участието на Ди Майт и Фет Джо. Ремиксът, придружен от видеоклип, получава широко одобрение и се счита за едно от най-качествено реализираните видеа на българска рап група за времето си. Песента продължава да се излъчва в местни радиостанции и остава сред емблематичните заглавия в българския хип-хоп.
През 1999 г. групата издава сингъла Не мо'а дишам, който бързо оглавява националните музикални класации и се утвърждава като един от най-успешните проекти на „Рап Нация“. Песента достига първо място в класацията за български рап в предаването на „Гумени глави“ по Радио Атлантик – платформа, която традиционно популяризира други хип-хоп формации. Това допринася за още по-широкото разпознаване на групата в края на 90-те години и утвърждава влиянието ѝ върху българската хип-хоп сцена.

### 2000–2001
През 2000 г. „Рап Нация“ издава дългоочаквания си албум, записван в периода 1998–1999 г., със заглавие Непротиворапнационствувателствувайте. От албума е заснет видеоклип към песента „Раз, два, три“, чието основно място на заснемане е летището в Бургас. Парчето се утвърждава като едно от най-популярните от албума.
Същата година, по време на концерт, организиран от Радио Атлантик – Бургас, групата привлича вниманието на продуцентите от DJ Vision Studio, с които впоследствие подписва договор за съвместна работа. Албумът включва и гост участия на изпълнителите Фет Джо и Ди Майт.
През 2001 г. Владо и Тафо издават сингъла Пей, сърце, който постига значителен успех в национален мащаб. В резултат на това „Рап Нация“ сключва договор с музикалната компания Витоша Ентъртейнмънт, допринесла за по-широката популяризация на групата. Сингълът се задържа в продължение на три месеца на седмо място в националната класация ТОП 100.

### След 2001
След активния си период в края на 90-те и началото на 2000-те години, членовете на „Рап Нация“ постепенно се оттеглят от музикалната сцена. Въпреки това групата запазва значимото си място в историята на българския хип-хоп и остава високо оценена както от фенове, така и от други изпълнители и формации в жанра.
През 2004 г. Тафо създава последния албум на „Рап Нация“, който остава неиздаден официално, но по-късно се разпространява онлайн. В проекта участват и други рап изпълнители, близки до групата.
През същия период Тафо основава музикалния лейбъл City Records, който добива популярност в Бургас. Към лейбъла се присъединяват хип-хоп групата „Улична Болка“ и рапърът Neon.

### 2012-2013
На 23 декември 2012 г. групата „Рап Нация“ се събира отново за юбилеен концерт по повод 20-годишнината от създаването си. Събитието се провежда в зала НХК в Бургас и включва участие на всички членове на формацията – Владо, Тафо, Геро, Майт и Фед.
В концерта участват и редица гост-изпълнители, сред които Рабба, Jose & DJ Skill, Hood G Fam, F.O., MWP, Dim4ou, Jay, Stambeto, Lamoza, 45-ти Калибър и група Нокаут.
През 2013 г. Геро, в качеството си на представител на „Рап Нация“, издава съвместната песен Friends Forever със световноизвестния американски рапър Къртис Блоу и българския изпълнител Рабба. Проектът е издаден под формулата Gero from RAP NATION ft. RABBA and Mr. Kurtis Blow.

### 2022–2024
На 12 февруари 2022 г. „Рап Нация“ организира хип-хоп парти в бургаския клуб „Ескобар“ по повод 30-годишнината на групата. На сцената се събират Владо, Тафо и Геро, които изпълняват на живо по-голямата част от популярния си репертоар. DJ на събитието е Fed, който, освен като диджей, участва и в някои от песните. Специални гости на партито са представителите на софийската хип-хоп група „Кучетата“ – T.H.A. Buchkata и The Drunken Ma.
На 25 август 2023 г. „Рап Нация“ взима участие във фестивала „Егаси Феста“, проведен на Морска гара в Бургас. На сцената излизат Владо, Тафо, Геро и DJ Fed, както и бургаският рапър Рабба – дългогодишен сътрудник на групата. Сред останалите участници са Ndoe, Лора Караджова и Goodslav, Спенс, Bisollini, Румънеца и Енчев, както и „Гумени глави“ с бивши членове от R&B Records.
На 27 април 2024 г. в клуб „Ескобар“ се провежда концерт по повод 32-рата годишнина на „Рап Нация“. На сцената се събират Владо, Тафо, DJ Fed и Геро, към които се присъединява хип-хоп изпълнителят Mistik Power от X-Team. По време на събитието са изпълнени едни от най-популярните песни на групата, сред които „Пей, сърце“, „9 милиона критици“ и „Раз-два-три“.
Преди участието си Владо и Тафо дават интервю за музикалната рубрика *Party News*, излъчвана в YouTube.
„Музиката е РАП, а НАЦИЯТА която я прави – това сме Ние!“
The music is RAP, and the NATION that does it – it's us!

## Дискография
- „Оцеляват само силните“ – 1992
- Here We GO maxi single vinyl – 1994
- „Оцеляха само силните“ – 1995
- „Непротиворапнациоснувателствувайте“ – 2000
- „Пей Сърце“ maxi single – 2001
- „Една нация“ – 2004